# Serotoninetheorie
Serotoninetheorie, ook wel de serotoninehypothese (Engels: monoamine hypothesis) genoemd, was in de jaren zestig van de twintigste eeuw een van de theorieën die poogden de oorzaak van klinische depressies te verklaren. De hypothese stelde dat een tekort aan serotonine de oorzaak van een dergelijke depressie zou zijn. Tegenwoordig gaat men uit van een veel complexere dynamiek tussen genetica, paleocortex, neocortex en neurotransmitters.
In 1965 postuleerde de Amerikaanse psychiater en psychofarmacoloog Joseph J. Schildkraut dat een klinische depressie samengaat met lagere spiegel van noradrenaline. Latere onderzoekers kwamen met de hypothese dat serotonine de juiste neurotransmitter zou moeten zijn. Ondanks al het onderzoek sindsdien bestaat er een aanzienlijke kloof tussen de hypothese en het bewijs. Er is ook onderzoek dat de onjuistheid van deze theorie lijkt aan te tonen en de aandacht gaat dan ook meer uit naar meerdere, elkaar beïnvloedende factoren.
Hoewel serotonineheropnameremmers (SSRI's) een invloed hebben op depressie, is daarmee de oorzakelijkheid nog verre van bewezen. Vermoedelijk betreft serotonine slechts een "boodschapper" in een complex emotioneel en cognitief systeem.